# مدرسه بریتانیایی تهران
مدرسه بریتانیایی تهران (انگلیسی: British School of Tehran) به اختصار (BST)، یک مدرسه بین‌المللی انگلستان در تهران بود.
سفارتخانه‌های انگلیس و آلمان در تهران به‌طور مشترک این مدرسه را در سال ۲۰۰۰ تأسیس کردند. وزارت امور خارجه ایران در طول فعالیت این مدرسه، فقط دانشجویان غیر ایرانی را مجاز به شرکت در این مدرسه می‌کرد. دانشجویان تا سال ۲۰۱۰ از ۳۲ کشور جهان آمده بودند. اولویت پذیرش به دانش آموزان انگلیسی و آلمانی داده شده بود.
این مدرسه در سال ۲۰۱۱ پس از حمله به سفارت بریتانیا در تهران به‌طور نامحدود بسته شد. مدرسه سفارت آلمان در تهران (DBST)، دارایی‌های BST را به دست آورد و یک بخش بین‌المللی را در ساختمان‌های قبلی BST تأسیس کرد. در پایان فعالیت این مدرسه ۱۱۷ دانش آموز داشت.